# МКМ (стадион)
«МКМ» (англ. МКМ Stadium), ранее известный как «Кей Си» (англ. KC) и «Кейком» (англ. KCOM Stadium) — футбольный стадион в Кингстон-апон-Халле, Англия. Стадион был заложен в 2001 году, а построен в 2002 году. Стадион был назван «KC Stadium» в честь главного спонсора телекоммуникационной компании «KC» ранее известной как «Kingston Communications», входящей в группу «KCOM Group».
Во время футбольных матчей стадион может вместить 25 586 зрителей. На нём свои домашние матчи проводит футбольный клуб «Халл Сити», который переехал со стадиона «Бутферри Парк», и регбийный клуб «Халл». На стадионе проводятся международные соревнования по футболу и регби, а также проходят музыкальные концерты.

## Арендаторы

### Футбольный клуб «Халл Сити»
| Сезон     | Лига                   | Посещаемость |
| --------- | ---------------------- | ------------ |
| 2010/2011 | Чемпион-лига           | 21 168       |
| 2009/2010 | Премьер-лига           | 24 390       |
| 2008/2009 | Премьер-лига           | 24 816       |
| 2007/2008 | Чемпион-лига           | 18 024       |
| 2006/2007 | Чемпион-лига           | 18 583       |
| 2005/2006 | Чемпион-лига           | 19 841       |
| 2004/2005 | Первая Футбольная лига | 18 027       |
| 2003/2004 | Третий дивизион        | 16 846       |

Футбольный клуб «Халл Сити» переехал на «Кингстон Коммьюникейшн» со своего старого «Бутферри Парк» в 2002 году. «Тигры» в сезоне 2002/2003 выступали в третьем дивизионе Футбольной лиги. Дебют на новой арене состоялся 26 декабря в матче против «Хартлпул Юнайтед» и завершился победой «тигров» со счётом 2:0. Первый матч «Халл Сити» на новой арене посетили 22 319 человек. В неполном сезоне средняя посещаемость «тигров» составила 17 000 зрителей. Эта цифра более чем в три раза превышает среднюю посещаемость сезона по третьему дивизиону Футбольной лиги, а также некоторые матчи клубов премьер-лиги и первого дивизиона Футбольной лиги. Сезон 2002/2003 «Халл Сити» завершил на 13-м месте. Весь следующий сезон «тигры» отыграли на стадионе «Кингстон Коммьюникейшн», заняли второе место в Третьем дивизионе и вышли в только образованную первую Футбольноую лигу. За один сезон 2004/2005 «Халл Сити» прошёл в Чемпион-лигу, заняв в первой Футбольной лиге второе место.
Посещаемость матчей «Халл Сити» на «Кингстон Коммьюникейшн» с момента переезда «тигров» всегда превышала 16 000 зрителей. В сезонах 2008/2009 и 2009/2010, когда «Халл Сити» выступал в Премьер-лиге, средняя заполняемость стадиона была более 24 000 зрителей, причём на оба сезона были проданы все сезонные абонементы в количестве 20 500 штук. Рекорд посещаемости стадиона был несколько раз побит за время выступления «тигров» в АПЛ и Чемпион-лиге. Наибольшее количество зрителей посетило игру 9 мая 2010 года против «Ливерпуля» — 25 030. Предыдущий рекорд был поставлен 13 марта 2010 года на матче против «Арсенала» и составлял 25 023 человека. Во время выступления в Чемпион-лиге матчи с наибольшим числом болельщиков на «Кингстон Коммьюникейшн» состоялись 26 апреля 2008 года против «Кристал Пэлас» — 24 350 и 30 января 2007 года против «Лидс Юнайтед» — 24 311. Из-за разделения фанатов домашней и гостевой команд на стадионе во время матчей максимальная заполняемость стадиона не достигает заявленной.
С выходом «Халл Сити» в Премьер-лигу планировалось расширение стадиона до 34 000 зрителей: 4500 мест на втором ярусе на восточной трибуне, и по 2000 мест на северной и южной трибунах. В 2011 году новый собственник клуба Ассем Аллам заявил, что он хочет выкупить стадион у городского совета Кингстон-апон-Халла и расширить арену до 38 000 зрителей.

### Регбийный клуб «Халл»
| Season | Attendance |
| ------ | ---------- |
| 2011   | 12 483     |
| 2010   | 13 731     |
| 2009   | 13 244     |
| 2008   | 13 432     |
| 2007   | 14 606     |
| 2006   | 10 866     |
| 2005   | 10 604     |
| 2004   | 11 458     |
| 2003   | 11 598     |

На стадионе проводит свои домашние матчи регбийный клуб «Халл», куда он переехал в 2003 году со своего старого стадиона «The Boulevard». На «Кей Си» «Халл» хорошо заканчивал каждый год: в 2004 году клуб пропустил плей-офф квалификации; в 2003 году занял третье место. В 2005 году «Халл» финишировал четвёртым, а также выиграл Челлендж Кап в финале на «Миллениум», обыграв «Лидс Ринос». В 2006 году «Халл» достиг большого финала Суперлиги. Средняя заполняемость стадиона во время матчей «Халла» – около 14 000 болельщиков. На дерби против «Халл Кингстон Роверс» стадион заполняется до 23 тысяч зрителей. Рекорд посещаемости стадиона на соревнованиях по регби (23 004 зрителя) был установлен 2 сентября 2007 года в матче против «Халл Кингстон Роверс».

## Галерея

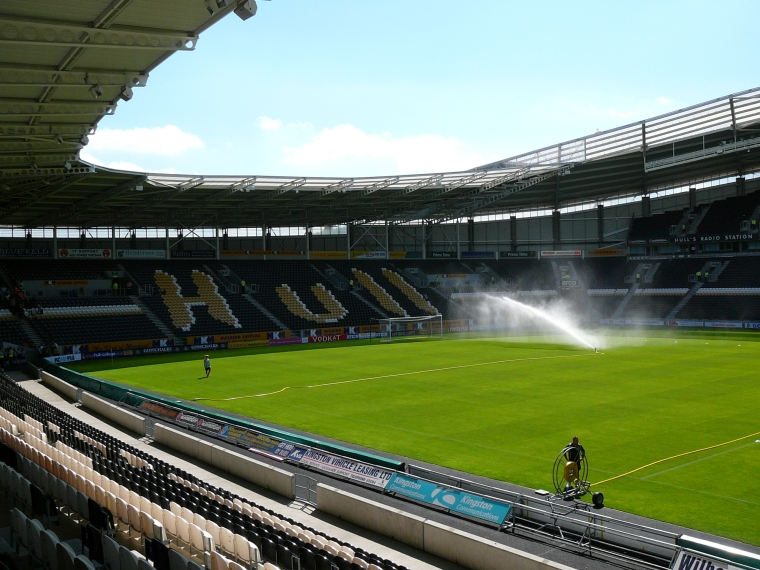
Южная трибуна
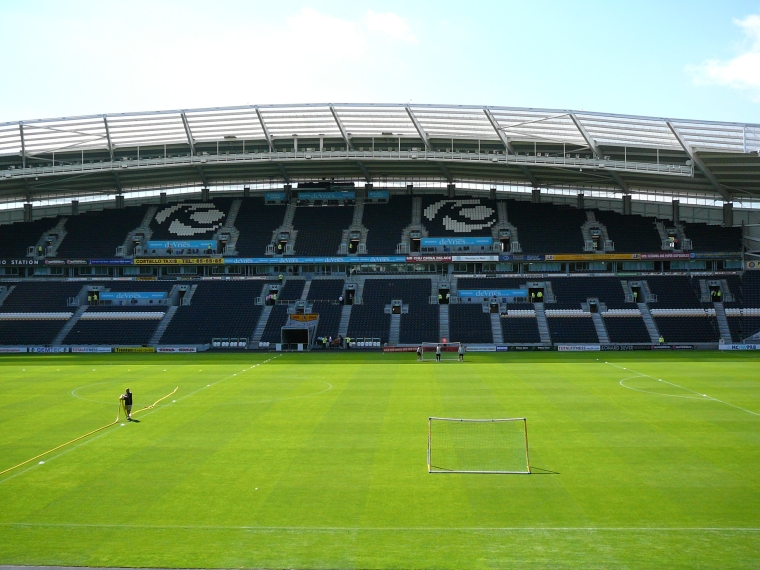
Западная трибуна
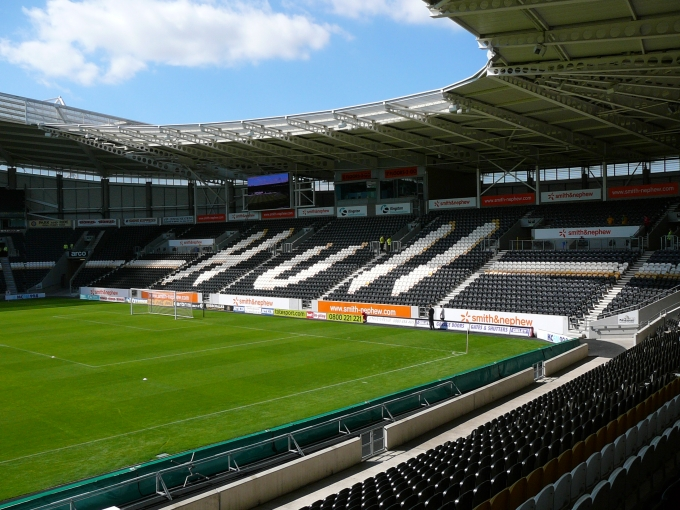
Северная трибуна
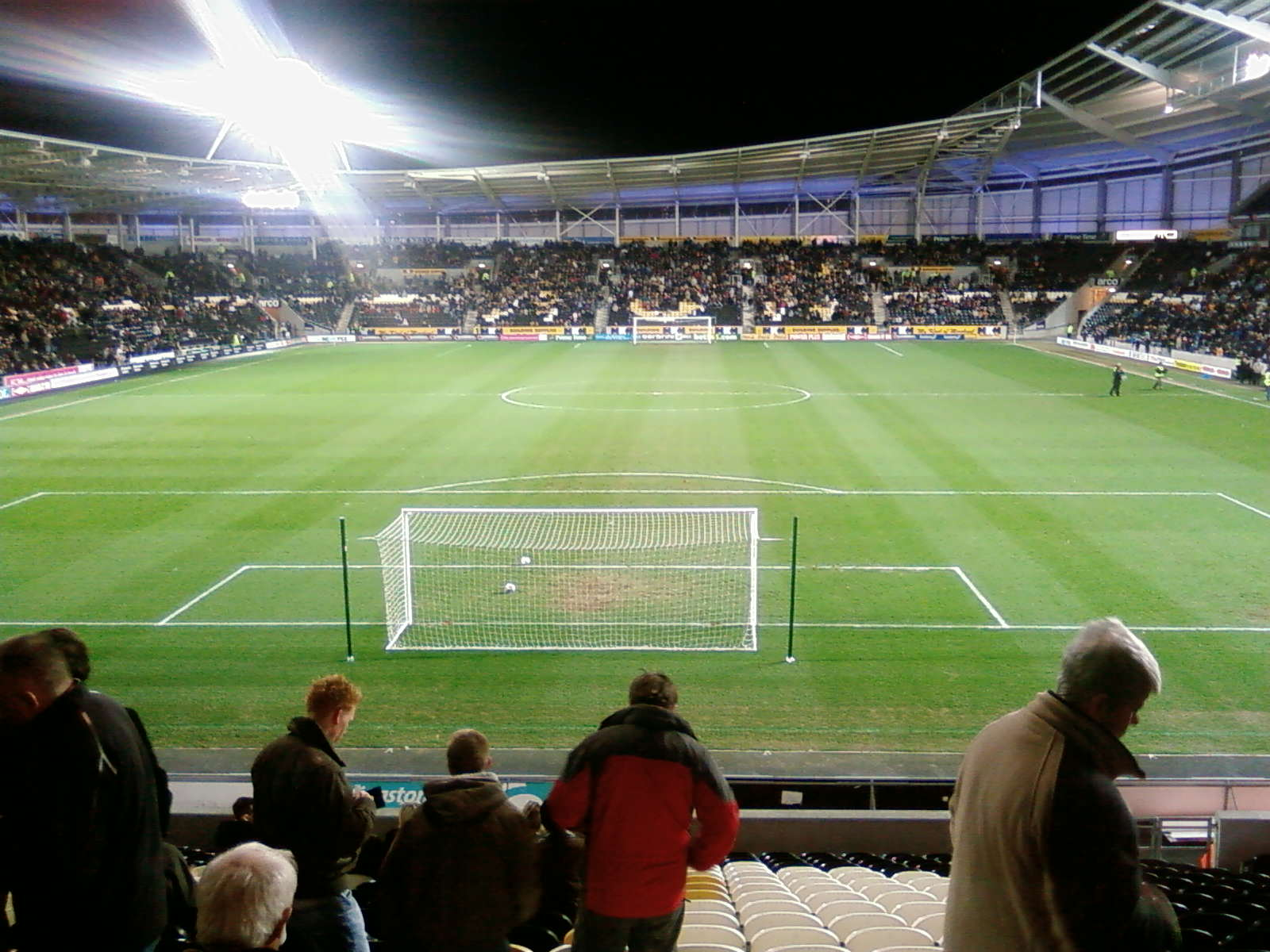
Стадион перед матчем с «Бернли» 4 марта 2008 года